# Randy Harrison
Randolph Clarke "Randy" Harrison (Nashua, 2 de novembro de 1977) é um ator estadunidense mais conhecido pelo seu papel de Justin Taylor em  Queer as Folk. 

## Créditos

### Televisão
- Queer as Folk (U.S. version) (2000-2005) como Justin Taylor
- Bang, Bang, You're Dead (2002) como Sean
- Mr Robot (2015) como Harry

### Teatro
- Hello Again
- Shopping and Fucking
- Children of Eden
- Violet
- 1776
- West Side Story
- The Real Inspector Hound
- A Cheever Evening
- Deviant (2002)
- Wicked (2004), como Boq
- Equus (2005), como Alan Strang
- A Midsummer Night's Dream (2006) como Lysander/Thisbe/Cobweb
- Amadeus (2006) como Wolfgang Amadeus Mozart
- An Oak Tree (2006) como o Pai
- A Letter From Ethel Kennedy
- The Glass Menagerie (2007) (2007) como o jovem Tom
- One Flew Over the Cuckoo's Nest (2007) como Billy Bibbit
- Mrs. Warren's Profession (2007) como Frank Gardner
- Edward the Second (2007/2008) como Young Spencer
- Antony and Cleopatra (abril/maio 2008) como Eros
- Waiting for Godot (verão 2008) como Lucky (Festival de teatro de Berkshire)

### Filmes
- Thinking... (2008) as "Boy"
- Return Shift Escape (2009)
- Such good people (2014)